# Nicolas Dulac
Pour les articles homonymes, voir Dulac.
Nicolas Dulac (né le 13 mai 1982 à Roanne,) est un coureur cycliste français, ancien professionnel au sein de l'équipe RAGT Semences.

## Palmarès
- 2000
  - 3e du Tour de la Vallée de la Trambouze
- 2002
  - 2ea étape du Tour des Alpes de Haute-Provence
  - 2e du Tour du Béarn
  - 3e du Tour des Alpes de Haute-Provence
- 2003
  - 3e étape du Tour de Savoie
  - 2e du Tour de Savoie
- 2004
  - Grand Prix de Cours-la-Ville
  - 2e du Tour des Pays de Savoie
  - 3e des Boucles du Sud Ardèche
- 2006
  - 2e du Grand Prix de Saint-Symphorien-sur-Coise